# Nosná vlna
Nosná vlna, nosná nebo nosný signál v telekomunikacích (anglicky carrier (signal) nebo carrier wave, někdy zkracováno cxr), je signál (obvykle sinusový), který je pomocí některého druhu modulace zkombinován se vstupním signálem nesoucím užitečnou informaci, tak zvaným modulačním signálem, za účelem přenosu tohoto modulačního signálu.
Nosná vlna má obvykle mnohem vyšší frekvenci než modulační signál, a modulací se dosáhne toho, že výsledný modulovaný signál má podobné vlastnosti jako nosná vlna. Díky použití modulace lze přenášet informace otevřeným prostorem pomocí elektromagnetických vln (rádiová komunikace), nebo pomocí několika nosných vln o různých frekvencích sdílet společné fyzické přenosové médium pomocí frekvenčního multiplexu (např. v systémech kabelové televize). Termín se také používá pro elektromagnetické vlnění bez přítomnosti modulačního signálu.
Nejobvyklejší způsoby modulace jsou frekvenční modulace (FM) a amplitudová modulace (AM). Frekvence rozhlasové nebo televizní stanice je vlastně střední frekvence nosné vlny je střední frekvence. V případě modulace s jedním postranním pásmem (anglicky single-sideband modulation, SSB) je nosná vlna potlačena (u některých druhů SSB úplně odstraněna); v přijímači pak musí být obnovena pomocí záznějového oscilátoru (anglicky beat frequency oscillator, BFO).

## Modulační systémy bez nosné
Novější formy radiové komunikace nepoužívají konvenční nosnou vlnu. Některé formy přenosu rozprostřeným spektrem (a většina druhů Ultra-widebandu) jsou matematicky definované zcela bez nosných vln. Vysílače obvykle reziduální nosné produkují, a ty se mohou (ale nemusí) vysílat a detekovat.
Modulace OFDM (která se používá v DSL a v evropské normě pro DVB a HDTV) a 8VSB (používaná na severoamerickém kontinentu pro digitální vysílání televize standardem ATSC) naopak používá pro přenos informací velké množství nosných vln.

## Průnik nosné
Průnik nosné je rušení způsobené přeslechy nebo posunem DC. Objevuje se jako nemodulovaná vlna se sinusovým průběhem uvnitř kmitočtového pásma používaného pro komunikaci, jehož amplituda je nezávislá na amplitudě užitečného signálu. Další informace o průniku nosné a místním oscilátoru jsou v článku směšovač.